# Дубовое (Рязанская область)
Дубовое — деревня в Пронском районе Рязанской области. Входит в Погореловское сельское поселение

## География
Находится в юго-западной части Рязанской области на расстоянии приблизительно 10 км на юго-восток по прямой от районного центра города Пронск.

## История
По местным данным возникла вероятно в XVI веке. На карте 1816 года уже была обозначена. В 1859 году здесь (тогда деревня Скопинского уезда Рязанской губернии) было учтено 45 дворов, в 1897 — 72.

## Население
Численность населения: 458 человек (1859), 360 (1897), 30 (русские 97 %) в 2002 году, 10 в 2010.